# Соціологія наукового знання
Соціологія наукового знання (Sociology of scientific knowledge) — напрям наукознавчих досліджень, що фокусується на ролі соціальних чинників у процесі виробництва та відтворення наукового знання. Як наукознавчими дисципліна, акцентована на питаннях змісту наукового знання, соціологія наукового знання відрізняється від соціології науки. 
Перші дослідження з соціології наукового знання почалися ще в 1930-ті  роки. Бурхливий розвиток соціології наукового знання доводиться на 1970-ті. Саме в цей час з'явився ряд академічних міжнародних журналів, сформувалося співтовариство дослідників, в середині 1970-х вийшов ряд класичних монографій. З ранніх робіт найважливіші праці Людвіка Флека (1896-1961), Бориса Гессена (1893-1936), Майкла Полані ( 1891-1976) і Томаса Куна (1922-1996). До сучасних класиків цього напряму можна віднести британського соціолога Девіда Блура.